# Нджомбва
Нджо́мбва (англ. Njombwa) — традиційна громада у складі дистрикту Касунгу Центрального регіону Малаві.
Населення — 50445 осіб (2018).